# Кенні Маклін
Кенні Маклін (англ. Kenny McLean, нар. 8 січня 1992, Ратерглен) — шотландський футболіст, півзахисник клубу «Норвіч Сіті».
Виступав, зокрема, за клуби «Сент-Міррен» та «Абердин», а також національну збірну Шотландії.

## Клубна кар'єра
Народився 8 січня 1992 року в місті Ратерглен. Вихованець юнацьких команд футбольних клубів «Рейнджерс» та «Сент-Міррен».
У дорослому футболі дебютував 2010 року виступами за команду клубу «Сент-Міррен», в якій того року взяв участь у 131 матчах чемпіонату.
Протягом 2010 року захищав кольори команди клубу «Арброт» на правах оренди.
2015 року уклав контракт з клубом «Абердин», у складі якого провів наступні три роки своєї кар'єри гравця. Граючи у складі «Абердина» також здебільшого виходив на поле в основному складі команди.
У 2018 приєднався до складу «Норвіч Сіті».
Згодом у 2018 році грав у складі «Абердина».
До складу клубу «Норвіч Сіті» повернувся 2018 року. Станом на 8 травня 2021 року відіграв за команду з Норвіча 95 матчів в національному чемпіонаті.

## Виступи за збірні
2010 року дебютував у складі юнацької збірної Шотландії (U-19), загалом на юнацькому рівні взяв участь у 1 матчі.
Протягом 2011—2014 років залучався до складу молодіжної збірної Шотландії. На молодіжному рівні зіграв у 11 офіційних матчах.
2016 року дебютував в офіційних матчах у складі національної збірної Шотландії.
| Дата      | Місто      | Господарі  | Результат | Гості      | Турнір            | Голи | Примітки |
| --------- | ---------- | ---------- | --------- | ---------- | ----------------- | ---- | -------- |
| 24-3-2016 | Прага      | Чехія      | 0 – 1     | Шотландія  | товариський матч  | -    | 59'      |
| 9-11-2017 | Абердин    | Шотландія  | 0 – 1     | Нідерланди | товариський матч  | -    |          |
| 27-3-2018 | Будапешт   | Угорщина   | 0 – 1     | Шотландія  | товариський матч  | -    | 70'      |
| 29-5-2018 | Ліма       | Перу       | 2 – 0     | Шотландія  | товариський матч  | -    | 87'      |
| 2-6-2018  | Мехіко     | Мексика    | 1 – 0     | Шотландія  | товариський матч  | -    | 55'      |
| 24-3-2019 | Серравалле | Сан-Марино | 0 – 2     | Шотландія  | Відбір до ЧЄ 2020 | 1    |          |
| 8-6-2019  | Глазго     | Шотландія  | 2 – 1     | Кіпр       | Відбір до ЧЄ 2020 | -    |          |
| Усього    |            | Матчів     | 7         |            | Голів             | 1    |          |